# 华龄出版社
华龄出版社，是一家中华人民共和国出版社。地址位于北京市西黄城根北街11号。
华龄出版社成立于1989年5月24日，由中国老龄问题全国委员会主办，主要出版范围为老年文学、艺术、历史、哲学科技、理论及其他社会科学书籍。